# فاضل أمين
فاضل أمين (1954 - 19 فبراير 1983) هو شاعر موريتاني.

## حياته ونشأته
ولد محمد لمين ولد محمد فاضل أمين سنة 1954 في الأطراف الريفية لمنطقة مدينة المذرذرة المعطاء، وتوفي يوم الجمعة 19 فبراير 1983 حيث نهب الطغيان زهرة شبابه الغض - فإنه سما بالأيام الي ان نغدو أعواما..وقد توفي على أرض السنغال. قضى حياته بين موريتانيا والسنغال والعراق، حيث نشأ في بيئة محبة للعلم، فحفظ القرآن الكريم في منزل أبيه الذي كان شاعراً مرموقاً، ومنه تلقى تعليمه الأولي في الأدب العربي والشعر وتقنيات النقد الأدبي.
التحق بالمدارس النظامية في موريتانيا، وأكمل دراسته الإعدادية والثانوية.

## مسيرته
التحق بالمركز الثقافي المصري بنواكشوط، فتدرب على التمثيل المسرحي فيه، وفي إذاعة موريتانيا. ثم سافر إلى العراق (1978) لمدة عامين لدراسة المسرح.
عمل بالإذاعة الموريتانية (1975). ثم في الوكالة الموريتانية للصحافة وكان محررًا في جريدة الشعب (1976)، ثم مستشارًا لإدارة الثقافة الموريتانية (1980 – 1982). 
كان عضوًا في حزب البعث العراقي، وحزب الشعب الموريتاني.
غنت له أيقونة الفن الموريتاني الراحلة ديمي بنت آب كلماته الرائعة.

## أعماله

### الإنتاج الشعري
– له ديوان الشعر في مواكبة النضال، بإعداد وتحقيق الأستاذ أحمد فال بن أحمد الخديم، يعتبر جزءاً من الإرث الشعري للمؤلف. كما أنه صاحب ديوان بعنوان «محمد الأمين بن محمد فاضل»، تم تجميعه وتحقيقه بواسطة المصطفى بن عمر في المدرسة العليا للأساتذة والمفتشين بنواكشوط سنة 1987. إضافةً إلى ذلك، تم اختيار قصائده ضمن «مختارات من الشعر الموريتاني المعاصر». ونشرت قصائده أيضًا في جريدة الشعب اليومية في موريتانيا بين الأعوام 1974 و1982، وفي النشرة الصادرة عن إذاعة موريتانيا بعنوان «من وحي التأميم» عام 1974

### أعمال أخرى
– له قصة قصيرة تشبه المقامة – جريدة الشعب – موريتانيا 1976، وله مسرحية مخطوطة بأرشيف الإذاعة الموريتانية – 1976.
يستلهم في شعره رموز التاريخ العربي والإسلامي، وتقتصر قصائده على معالجة الموضوعات التاريخية والسياسية والغزل.
في شعره تأثر بشعراء العرب القدامى أمثال المتنبي، والشنفرى وعروة ابن الورد، في مزاوجة مع الواقع السياسي والاجتماعي المعاصر له، وقد تبنى الأصوات القلقة ،والمتمردة في التاريخ الإسلامي، حتى كتب قصيدة عن الشُّراة (طائفة من الخوارج) فاقترب من صيغة القصيدة القناع.

## التجديد في شعر فاضل أمين
يُعتبر فاضل أمين واحدًا من الرموز البارزة في مدرسة الرومانسية. ضمن إطار المدرسة الرومانسية ، تبرز مجموعة من الأسماء اللامعة دون الحصر من ضمنهم نجد مطران خليل مطران، عباس محمود العقاد، وجبران خليل جبران. أما في موريتانيا، فإن شعراء مثل فاضل أمين، محمد كابر هاشم، وامباركه بنت البراء تعد من الرموز الممثلة لهذه المدرسة.

## نشيد الأرض[7]
تم تلحين هذا النشيد مع الفنانة يمي منت آب بسبب أن الإذاعة كانت تنظم لقاءً عاماً للجمهور يتضمن أناشيد وفقرات مسرحية وكانت تبثه مباشرةً. وكان لفاضل أمين تعليق في إحدى تلك الحلقات نشر في جريدة الشعب تحت اسم مستعار بعنوان "لقاء الجمهور أو تعب العيون" حيث انتقد فيه تلك الحلقة. فأراد المشرفون على البرنامج - بعد أن عرفوا أو خمنوا أن فاضل أمين هو كاتب المقال - أن يضعوه أمام امتحان مبيت، فاقترحوا عليه المشاركة في إعداد الحلقة القادمة. اشترط عليهم أن يتولى بنفسه إعداد وإخراج جميع مواد تلك الحلقة، فكانت نتيجة عمله روعة شهد بها الجميع، واكتسب البرنامج شهرة أوسع، وزادت من تألق فاضل أمين وإبراز موهبته الأدبية والفنية.
"يا أمنا يا أمنا
لك الحنان والجنا
في الأرض يُستجلى المنى
في الأرض يُستمرا الهنا
نحن بنوهـــا الأمنا
طبنا فطابت موطنا
يا أمنا يا أمنا.
يا أرض يا أم البشر
ومهبط النـور الأغر
يا سفر أحـلام البشر
ومنبع الماء الغمر
يا أمنا يا أمنا
يا أرضنا يا أرضنا
خذي اليك عهدنا
ان نفتديك بالقنا
شبابنا وشيبنا
يا أمنا يا أمنا
يا أيها الوكـر الأبي
على مسار الحقـب
يا مهد أمي وأبي
هـذا أنا هذا أنا
يا أمنا يا أمن"

## الاعتقال[8]
في السادس عشر من مارس لعام 1981، وقعت محاولة انقلاب ضد نظام الرئيس الموريتاني محمد خون ولد هيدالة، وكانت على وشك أن تطيح به من السلطة. في تلك اللحظات الحاسمة، تدخل البعثيون بشكل فعال وأخذوا زمام المبادرة لإفشال الهجوم، مما أسهم في الحفاظ على استقرار النظام وإنقاذ محمد خون ولد هيدالة من خطر السقوط.
مع ذلك، في العام التالي، وتحديدًا في 16 مارس 1982، قام نظام محمد خون ولد هيدالة بشن حملة اعتقالات شرسة ضد البعثيين، الذين كانوا قد ساعدوه في الحفاظ على السلطة قبل عام. هذا التحول الدراماتيكي في الولاأت أدى إلى تشريد وسجن وتعذيب العديد من البعثيين.
وسط هذه الأحداث المتقلبة، قام فاضل أمين و قد تأثر بعمق بالوضع السياسي بكتابة قصيدة تعبيرًا عن أحداث الاعتقال. بعد ذلك، وجد الشاعر نفسه مضطرًا لمغادرة البلاد متخفيًا، حيث اختار اللجوء إلى السنغال للبحث عن الأمان بعيدًا عن بطش النظام الذي تحول ضده وضد رفقائه.
إسمع أخي سأقص عما قد جـــرى
طرق اللصوص بيوتنا غِبّ الكرى
كان المؤذن يا أخي يدعو الــورى
الله أكبر فالصباح قد أسفرا
لكنّهم كانوا هناك بجيشهم
وكلابهم تعوي وتنبش في الثرى
جاءوا كعاصفة الجراد من المدى
تجتاح في الظلمات نبتاً أحضرا
هتكوا البيوت بخيلهم وبرَجلهم
واستجوبوا حتى الشقيق الأصغرا
حتى دمى الأطفال، حتى مصحفي
ظن الكلاب به سلاحاً مُشْهرا
ما أعجب الجبار يملك عسـكرا
لكنه يخشى التراب الأغبرا
في أحرف الكلمات يسمع نعيه
فيخالُ في الحداثِ موتا أحمـرا
كاللص يضرب في متاهات العمى
خوفا فيحسب كل شيء مبصرا

## وفاته
بعد مغادرته متخفيا إلى السنغال بذل والده، وكان وجيهًا وشيخًا وقاضيًا، جهودًا كبيرة في التوسط لدى النظام من أجل العفو عن ابنه والسماح له بالعودة إلى الوطن. فتح الوالد باب الحوار مع المسؤولين وأرسل إلى ابنه يخبره بأن النظام قد وافق أخيرًا على السماح له بالعودة.فرد في رسالة خطية إلى والده، أوضح فيها فاضل أمين أنه، رغم الإغراء بالعودة إلى وطنه، لا يمكنه قبول هذا العرض. لقد رفض التخلي عن مبادئه وقيمه التي دافع عنها طوال حياته. أكد أن العودة إلى الوطن، متجاوزًا تلك المبادئ والشرف الذي حافظ عليه، لا تتوافق مع روحه وضميره. بموقفه هذا، يضع نفسه في مصاف المناضلين الكبار الذين اختاروا المبدأ والكرامة على الراحة والأمان المؤقت.
في نهاية مارس سنة 1982، غادر البلاد متخفيًا إلى السنغال في بداية حملة الاعتقالات التي طالت البعثيين آنذاك. ولم يغادر هناك حتى توفي يوم الجمعة الموافق لـ 19 فبراير 1983.

وكان آخر ما كتبه رسالته إلى والده.
بسم الله الرحمن الرحيم
والصلاة والسلام على النبي العربي الأمين
والدي العزيز أطال الله بقاءه وأدام بالصحة والعزة ثناءه
أما بعد:
فإن من أعظم منن الله على عبده الإنسان عقله وقد فضله به على كثير من خلقه تفضيلا..
وإن هذه المنة الإلهية هي ما يمكن العاقل من التفكير والتبصر وسلوك الطريق المستقيم.
وأحسبني الآن مصيبا حين اقر بأن حكمت عاطفتك فيما يخص غربتي التي هي من غربة الوطن، ذلك بأنك بعثت لي تذكر وساطتك لدى رئيس النظام لكي أعود مفرطا بمبادئي ومتخليا عن عزة الشعب التي هي عزتي وعزتك وقد قال المتنبي:
وإذا لم يكن من الموت بد ... فمن العار أن تموت جبانا
وأيم الله أني لأعجب من وساطتك لدى من لا يملك فيمن لا يدرك! ويعز علي أن تبذل وجهك الكريم للطغاة والظلمة الذين لا يقيمون وزنا لخلق ولا دين.
كما أعجب أشد العجب من مراسلتي في موضوع نشرت لك فيه رأيي بحضرتك وقلت إنني أرفضه بكل صلابة ووعي فأنا اعرف بطبيعة النظام وأعلم بما يبيته للمناضلين والشرفاء.
والدي العزيز
إني اكتب إليك لا عن بطر أو تهاون في حقي أو حقك وإنما هي الحقيقة يجب علي إطلاعك عليها والحرص على الكرامة التي هي أنفس ما ترك لنا الأجداد المكرمون وقد حثنا على التمسك بها ديننا الاسلامي الحنيف.
وقد قال علي كرم الله وجهه:
أي يومي من الموت أفر ... يوم لا يقدر أم يوم قدر
يوم لا يقدر لا أرهبه ... ومن المقدور لا ينجي الحذر
ولك في نبي الله يعقوب أسوة حسنة وقد قال (فصبر جميل والله المستعان على ما تصفون) وأنت بعد ذلك الوالد المبجل المطاع لك الحق الذي لا يدفع والنعمة التي لا تنكر لك حق الوالد ولي حق الابن فاختر لنا الآجل على العاجل والصبر عن الهوان فإنما هو ليل يعقبه صباح وغيمة عن قليل تنقشع.
والسلام عليكم ورحمة الله تعالى وبركاته
ابنكم السائل دعاءك ورضاك

محمد الأمين بن محمد فاضل

## أشعاره

### من قصيدة "قلت للشعب يا عظيم المعاني"[10]
قلت للشعب يا عظيم المعاني
قلت يا أرض يا سما يا رحاب
نحن أبقى من الضباب و أنقى
نحن شمس لم يفترعها ضباب
فاحمل الهم يا رفيقي و هيا
إنما يصنع الحياة الضراب
و املأ الكأس من دمي نتعاطى
كلما عز في الدنان شـراب

### من قصيدة "معلقة للوطن والثورة"[11]
لملم شتاتك يا شعبي ترى العجـبا
إن الزمان الذي تبغي قد اقتربا
جيش من النور في الآفاق مطلع
وجحفل من جراد الكفر قد غربا
والنار لاهبة الأنفاس موقـدة
تشوي السمومُ عليها الحقد والغضـبا
جيش يدك حصون الظلم مقصده
ويسحق الكفر حتى يستحيل هبا
يد الفقير هي العليا ورايته
هي الصراط يشق الجاحم اللهبا
مطهر أنت في المسعى ومتهـب
لك التلاحم ما أعطى وما اتهبا

### من قصيدة "عروة الصعاليك"[12]
أحلامُنا في خيامِ البدوِ باطلةٌ
ومهدُنا في مراعي الحيِّ مهجورُ
ظلّانِ من هاجسِ الصحراءِ مقصدنا
مدينةُ الشمسِ يَحبو دونَها السورُ
سنأكلُ الرَّملَ مَعجوناً بأدمعنا
ونشربُ الآلَ تحدوهُ الأعاصيرُ
ونوقدُ النارَ كيف النارُ في بلدٍ
ماتَ الغضا فيه لا دفءٌ ولا نورُ
إنّا هنا لامتلاكِ النهرِ فادَّرِعي
صبراً فلا الجوعُ يُثنينا ولا الجورُ
…
لا خبزَ لا ماءَ لا مرعى ولا كنفاً
يلُمُّنا …كلُّ وادينا مواخـيرُ
وما تبقّى لنا في الجدبِ منْ وكَنٍ
إلّا السوافي وبابُ الكهفِ مكسورُ
…
أواه! لو تنبت الأرماح في صنم
أواه! لو تملك المر الجماهيرُ
يا أيُّها الفقراءُ المنفيون هـلا
إنَّ الزمانَ لكم فاستنْكروا ثوروا
وحطِّموا هيكلَ الأوثانِ واحتضنـوا
وجهَ الترابِ فإنَّ الحقَ منصورُ

### من قصيدة "رائية الشنفرى"[13]
أشيمُ طيفك في يسر وإعسار
كجذوة النار ليل الملج الساري
وأركب الآل خفاقا جوانحه
أرتل الرمل من سفر لأسفار
أسائل الركب عن قومي مرابعهم
والسابحات فما توحي بأخبار
وأذرع الأفق بالتحديق أغرقه
نجما لنجم وأمطارا لأمطار
…
تل الجماجم في بيروت مشتعـلا
تل المشاتلِ في قفري وآباري
والمدفع الصامت الغضبان منتصبا
مضيعا بين رعيان تجار
…
آليت أخلعها درعي مخضبةً
أو تشربَ الكدرَ بعد اليوم أسآري
كفرت بالسلمِ هل أبكي على طللٍ
وبالعروشِ وقد ريشتْ بدولارِ
…
هاتي النعامة فالجبار منتسبٌ
وسرْ إليهِ فقد ناداكَ بالثارِ
فالحق قي القدس مصلوباً بشائرنا
وثورة التل إنذارٌ بإعصارِ

### من قصيدة "سواحل الفداء"[14]
القدس أكـبر من حكاية ناكص
ومن العجائز نمقت أحلامها
القدس ليست خيمة عربـــــية
ضاعت فردد شاعر أنغامها
القدس ليـست قصة وهمـية
تذروا الرياح الذاريات كلامــها
القدس تولـد من هنا من شمسنـا
ومن الروابي يحتسين ضرامهـا